# Val Tidoncello
La val Tidoncello è una valle dell'Appennino ligure, tributaria della Val Tidone, formata dall'omonimo torrente e posta interamente nel territorio del comune di Alta Val Tidone, in provincia di Piacenza.

## Geografia fisica
La val Tidoncello è formata dal torrente Tidoncello, che nasce dall'unione di due rami, il Tidoncello Merlingo e il Tidoncello di Sevizzano. La valle, che si estende fino alla confluenza del Tidoncello nel Tidone, confina a ovest e a nord con la val Tidone, a nord-est con la val Chiarone e la val Luretta e a sud est con la val Trebbia.

### Valichi
È messa in comunicazione con la val Trebbia tramite il colle della Crocetta.

### Monti

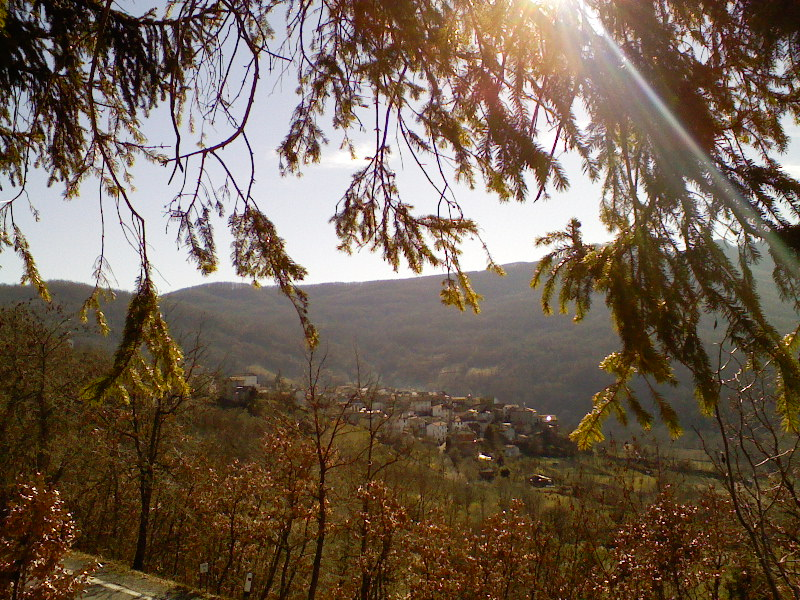
Cicogni ed il monte Pietra Corva

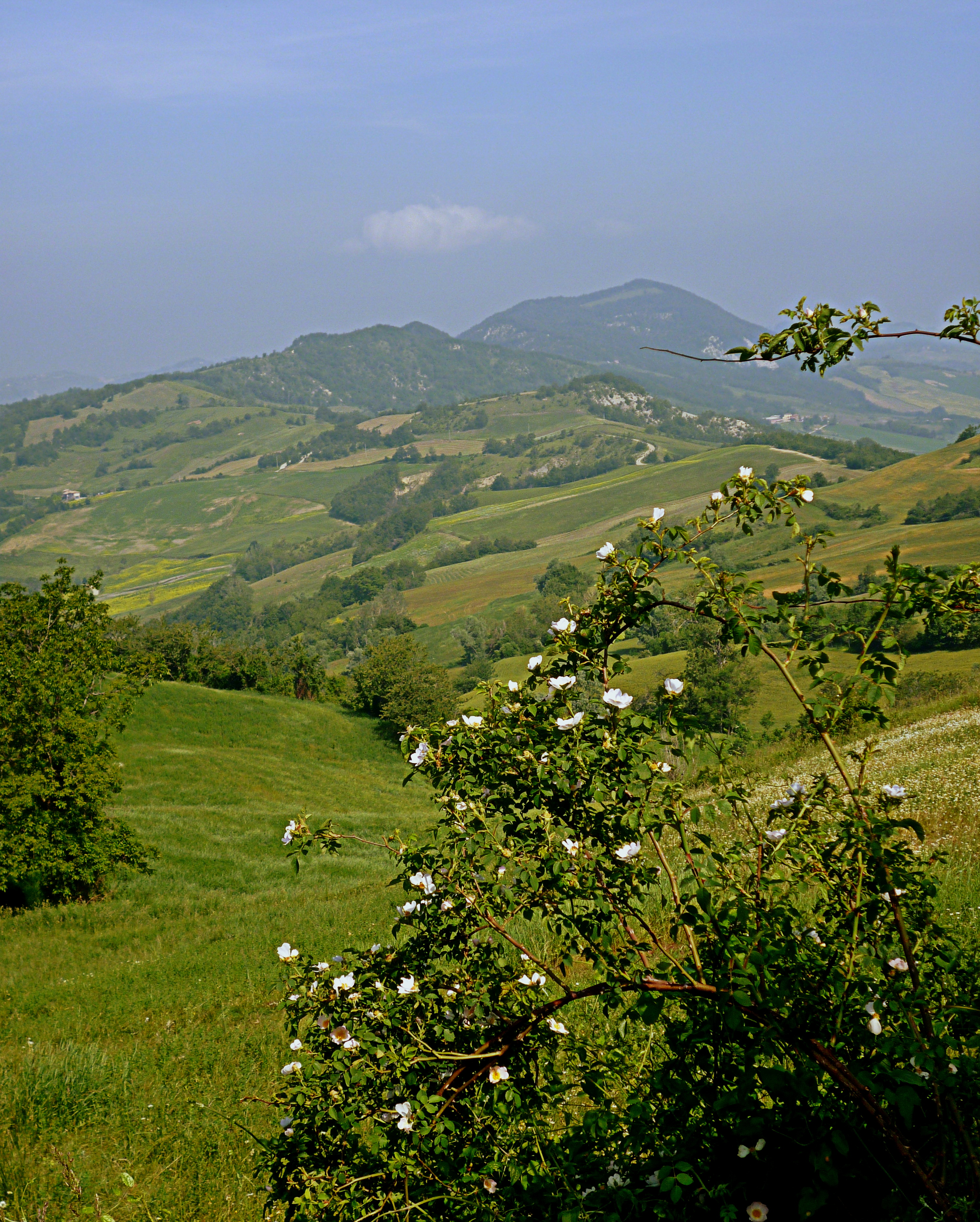
Il monte Aldone, posto sullo spartiacque con la val Chiarone e la val Tidone

Il monte più alto della val Tidoncello è il monte Pietra Corva (1078 m s.l.m.), seguito subito dopo dal monte Pan Perduto (1064 m s.l.m.).
Sullo spartiacque con la val Tidone si trovano il monte Lazzarello (866 m s.l.m.).Sullo spartiacque con la val Chiarone e la val Tidone si trova il monte Aldone (810 m s.l.m.).
Sullo spartiacque con la val Trebbia e la val Luretta si trova il monte Lazzaro (987 m s.l.m.), da cui nasce il Tidoncello di Sevizzano.

### Idrografia

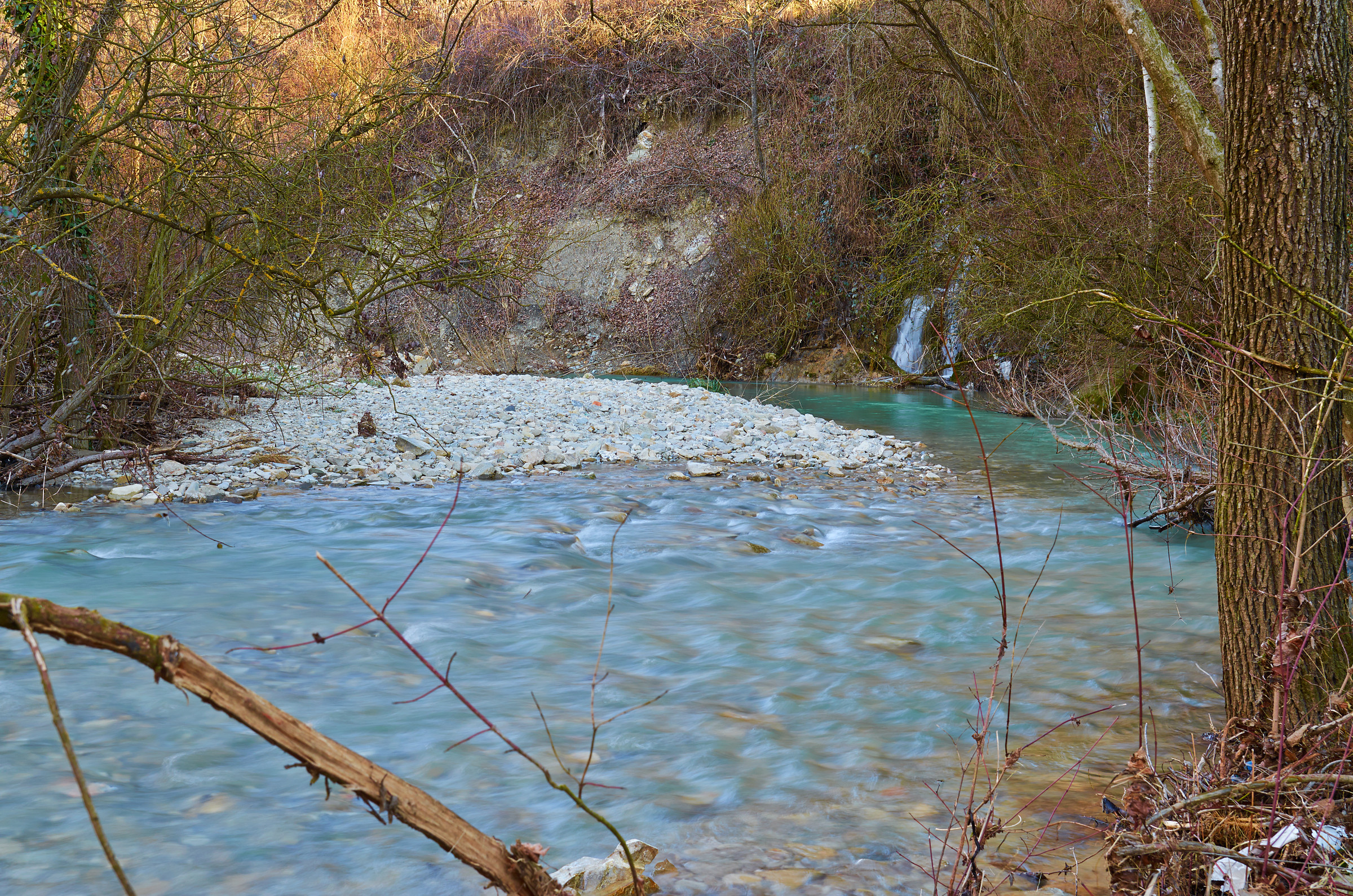
Il Tidoncello

Il corso d'acqua più importante della valle è il Tidoncello, torrente lungo 10,5 km formato dall'unione di due distinti rami: il primo di essi è il Tidoncello Merlingo, la cui fonte si trova nei pressi di Cicogni, ai piedi del colle della Crocetta e del monte Pietra Corva e che compie un percorso lungo poco meno di 5 km fino alla confluenza. 
Il secondo ramo è rappresentato dal Tidoncello di Sevizzano, la cui fonte è situata sulle pendici del monte Lazzaro e che nel suo percorso raccoglie le acque di un terzo ramo, il Tidoncello di Busseto. L’unione di questi due rami avviene nei pressi del centro abitato di Pecorara. Dopo la confluenza il Tidoncello scorre per poco meno di 6 km fino alla sua foce nel torrente Tidone, immediatamente a valle di Nibbiano.
Dopo la confluenza dei due rami principali il Tidoncello presenta in totale sette affluenti i quali si caratterizzano tutti delle portate estremamente modeste, che raggiungono valori significativi solo in seguito a precipitazioni estese.
- Torrenti in sinistra idrografica:
Rio Perotti, Rio Lazzarello, Rio della Pozzacara e Rio del Poggio delle Giare[7].

- Torrenti in destra idrografica:
Rio Montemartino, Rio Bono e Rio Marzino[7].

### Parchi
Nei pressi di Praticchia, nelle vicinanze dello spartiacque con la val Tidone si trova il giardino botanico alpino di Pietra Corva: situato a 950 m s.l.m. sulle pendici della Pietra Corva, venne fondato nel 1967 dal veterinario e naturalista Antonio Ridella con l'obiettivo di conservare la presenza di piante caratteristiche delle alte quote provenienti da varie parti del mondo, tra le quali la rara Meleagride. A partire dal 2004 il giardino è sede del centro studi dell'Appennino settentrionale.

## Storia

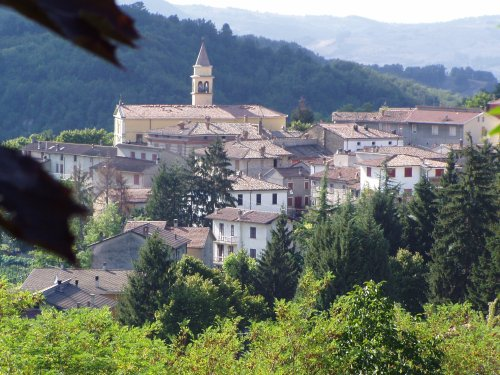
Pecorara

La zona fu abitata sin dalla Preistoria, come testimoniato dal ritrovamento nei pressi della frazione di Cicogni dei resti di alcuni insediamenti.
Nella seconda metà del Trecento, dopo essere passata sotto il dominio visconteo, la valle viene anche identificata col nome di val Pecorariae, dal nome del capoluogo che era il centro più importante della vallata. Nel 1379 il duca di Milano Gian Galeazzo Visconti concesse il territorio della valle, così come diverse porzioni della vicina val Tidone, a Jacopo Dal Verme, che lo aveva servito come consigliere e capitano. Da un punto di vista ecclesiastico, invece, la valle risultò a partire da quell'epoca divisa a metà: la sponda destra del Tidoncello, con i centri di Pecorara, Caprile, Busseto e Cicogni divenne parte della diocesi di Piacenza, mentre la sponda sinistra, con i centri di Lazzarello e Costalta entrò a far parte della diocesi di Bobbio. Tale divisione perdurerà, con l'eccezione di una momentanea riunificazione ecclesiastica della vallata sotto la diocesi di Piacenza in periodo Napoleonico, fino al 1989 con l’unione delle due diocesi nella diocesi di Piacenza-Bobbio.
La valle seguirà poi le vicende storiche del territorio piacentino passando durante il XVI secolo allo Stato della Chiesa, da cui verrà distaccata nel 1547 ad opera di papa Paolo III con la formazione del ducato di Parma e Piacenza che verrà affidato al figlio Pierluigi.
Con il trattato di Aquisgrana, firmato nel 1748, la valle divenne confinante con il Regno di Sardegna, che controllava l'alta val Tidone da Caminata sino a Romagnese, nonché la Val Trebbia e Bobbio; a Cicogni venne posto un punto di frontiera tra i due stati dotato di dogana.
Con l'annessione dei territori del Ducato di Parma e Piacenza al Regno di Sardegna, la valle divenne parte della provincia di Piacenza, all'interno del comune di Pecorara, in cui rimase fino al 2018 quando venne costituito il nuovo comune di Alta Val Tidone, nato dalla fusione di Caminata, Nibbiano e Pecorara.

## Monumenti e luoghi d'interesse

### Architetture religiose

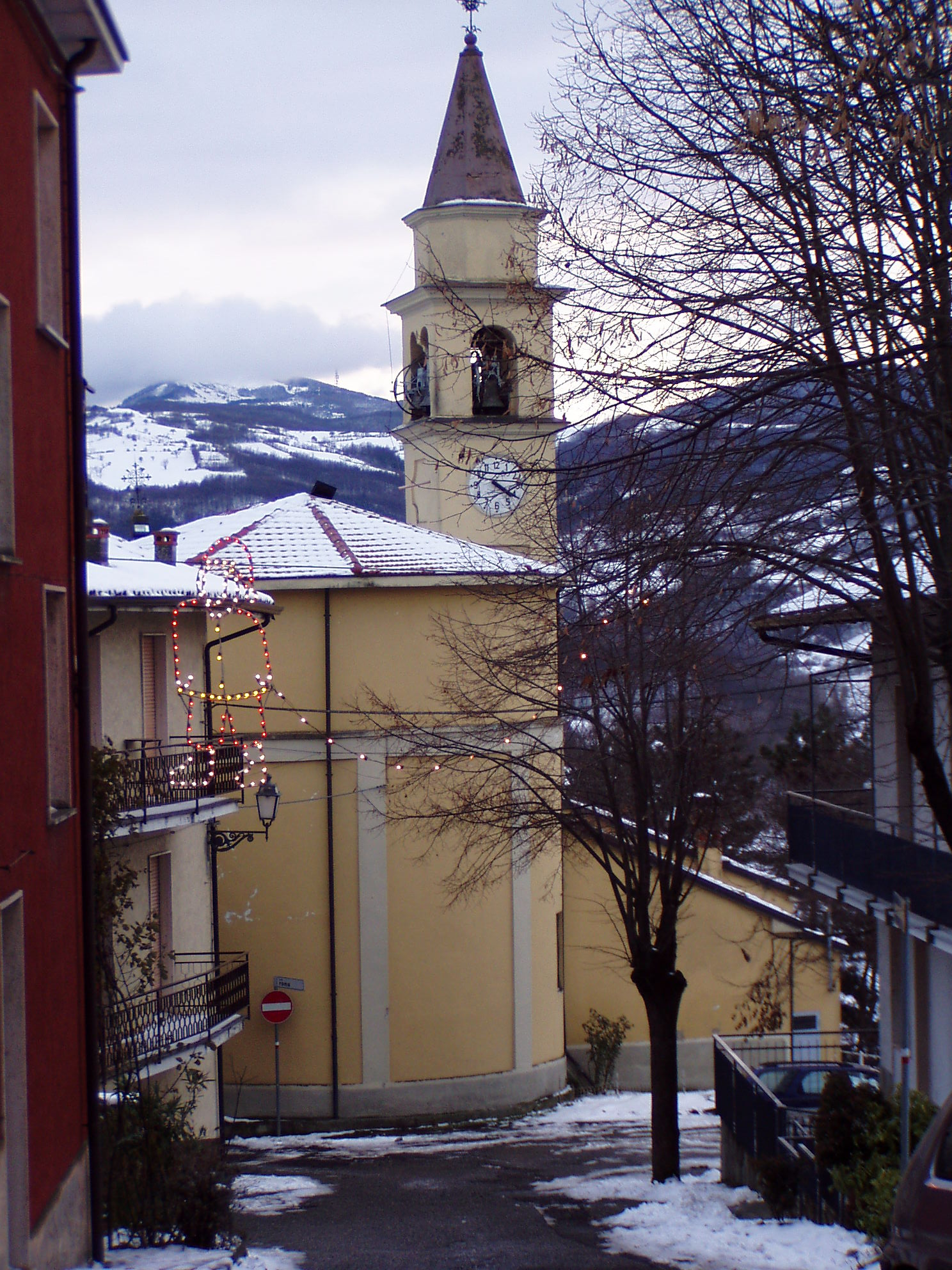
L'abside della chiesa di San Giorgio martire di Pecorara

Oratorio della Madonna della Misericordia e di San LodovicoOratorio risalente al XVIII secolo e posto alle dipendenze della chiesa parrocchiale di Pecorara. In seguito sconsacrato, nel 1991 venne inserito nell'elenco dei beni tutelati da parte della Soprintendenza. Tra il 2006 e il 2007 l'edificio è stato restaurato grazie ad una collaborazione tra la Fondazione di Piacenza e Vigevano, il comune di Pecorara, il ministero dell'Economia e delle Finanze e la Banca di Piacenza, con una spesa totale di 40 000 €. L'edificio rinnovato è stato inaugurato nel 2008 con un dibattito e, in seguito, una mostra dedicati al centesimo anniversario della nascita di Giovanni Guareschi.
Chiesa di San Giorgio MartireCostruita in stile neoclassico tra il 1792 e il 1797 su progetto di Pietro Speltini, si presenta preceduta da un ampio sagrato lastricato in pietra. La facciata è tripartita a capanna con ordini di lesene poste agli angoli. Per accedere all'interno è presente un singolo portale, raggiungibile dopo aver salito 5 scalini, sopra al quale sono presenti una targa marmorea, una finestra dalla forma a lunetta e una statua raffigurante San Giorgio realizzata da parte dello scultore Paolo Perotti e situata all'interno di una nicchia. L'edificio si caratterizza per una pianta basilicale composta da una navata singola scandita da lesene di ordine dorico che presenta 4 campate con volta a botte. Sui due lati si aprono, nelle prime tre campate, delle cappelle votive laterali di pianta rettangolare. Il presbiterio si presenta sopraelevato rispetto al piano della navata ed è caratterizzato da una struttura rettangolare con volta a botte.
Chiesa di Sant′Andrea Apostolo e San Martino VescovoMentre la presenza di un edificio religioso a Caprile è citata per la prima volta nel 1599 come alle dipendenze della pieve di Roccapulzana, la chiesa di Sant'Andrea Apostolo e San Martino Vescovo risale al XVIII secolo. L'edificio è realizzato in pietra a vista e presenta una facciata a vento con un frontone curvilineo. Agli estremi della facciata sono presenti due lesene doriche. Nella parte alta della facciata è presente una cornice di stile barocco, sotto alla quale sono presenti due finestre murate a tutto sesto. Al centro, più in basso rispetto alle finestre, si trova un rosone, il quale sovrasta l'unico portale che permette l'accesso all'interno. L'edificio presenta una pianta basilicale a navata singola dotata di volta a botte e divisa in due campate da pilastri murali di stile dorico. Il presbiterio è accessibile dalla navata tramite un gradino, è costituito da una singola campata rettangolare che si collega alla navata tramite un arco a tutto sesto

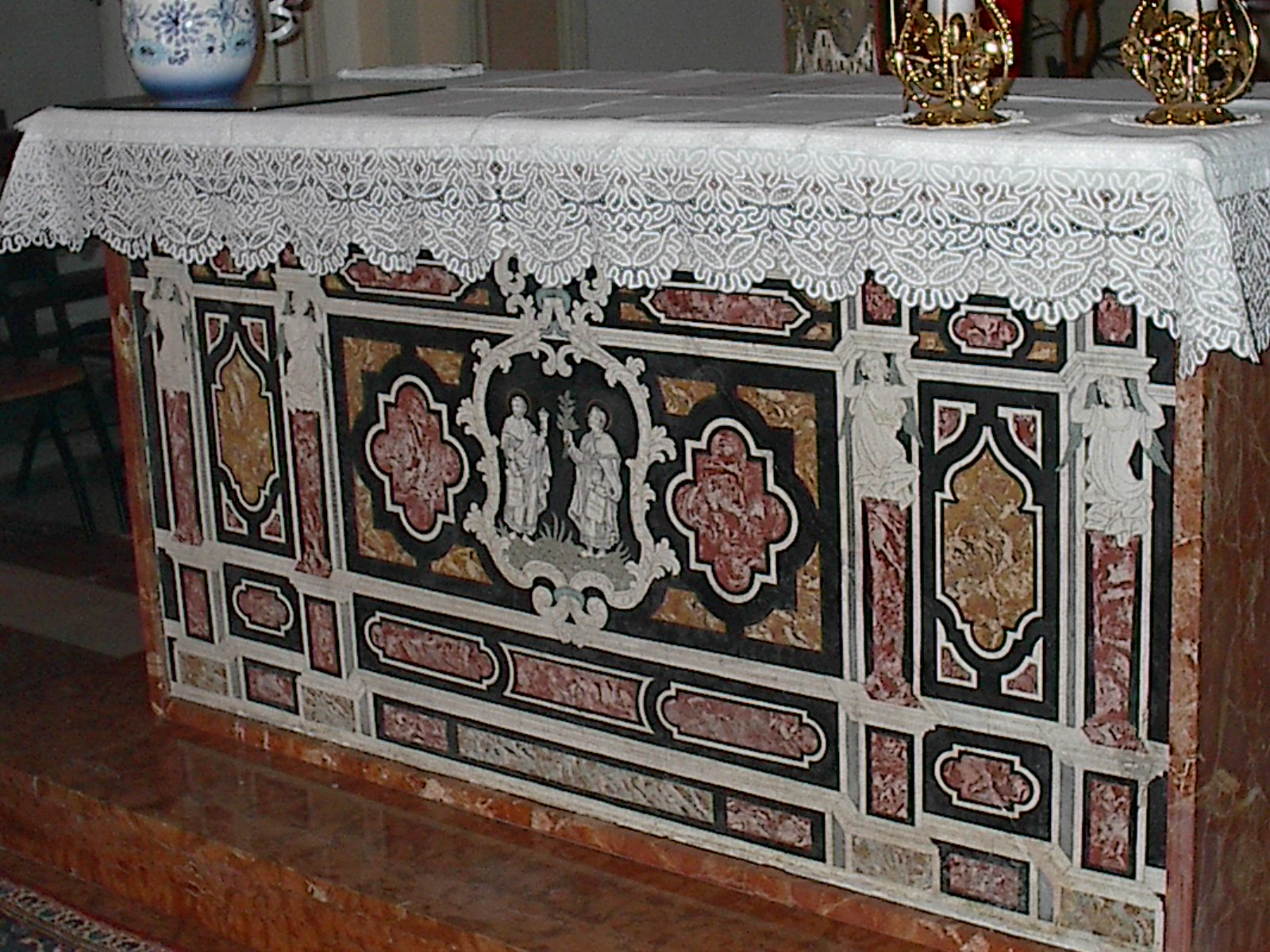
Paliotto d’altare della chiesa di Cicogni

Chiesa di Sant'Antonio AbateCitata per la prima volta alla fine del XVI secolo nei resoconti della visita episcopale condotta dal vescovo di Piacenza Rangoni, come alle dipendenze della pieve di Roccapulzana, la chiesa parrocchiale venne ricostruita completamente nel 1813. La facciata è realizzata in pietra a vista in stile neogotico ed è preceduta da un sagrato lastricato di limitate dimensioni. Ai lati della facciata sono presenti due lesene che si estendono per tutta l'altezza dell'edificio, mentre una cornice decorata con archetti pensili è presente lungo i rampanti del tetto. L'accesso all'interno avviene tramite un singolo portale, posto in posizione centrale, sormontato da un bassorilievo marmoreo in cui è rappresentato Sant'Antonio Abate, al quale l'edificio è dedicato, e chiuso ai due lati dalla presenza di due lesene di ordine corinzio. Al di sopra del portale è presente un rosone di forma circolare. L'interno presenta uno schema basilicale a navata singola la quale si divide in due campate con volta a botte. La navata presenta delle lesene di ordine dorico sormontate da una trabeazione. Ai lati della navata si aprono due nicchie generate da archi a tutto sesto all'interno delle quali si trovano degli altari. Il presbiterio, realizzato in marmo rosso di Verona, è sopraelevato rispetto alla navata ed è accessibile tramite due gradini. L'altare maggiore, anch'esso in marmo rosso, presenta un paliotto in scagliola. L'edificio termina nell'abside, dalla caratteristica forma semicircolare, che è tripartito da lesene di ordine dorico e coperto da una volta a vele. Esso venne decorato negli anni '50 del XX secolo da parte dell'artista Paolo Novara.

## Cultura
La valle fa parte del territorio culturalmente omogeneo delle quattro Province, caratterizzato da usi e costumi comuni e da un repertorio di musiche e balli molto antichi. Strumento principe di questa zona è il piffero appenninico. 
Tra le tradizioni che continuano a vivere vi è quella del Cantamaggio: gruppi di canterini passano per le case, suonando e cantando strofe augurali (diverse per i vari paesi), chiedendo uova. Questa festa tradizionale si chiama la galina grisa, a Cicogni si tiene ancora nei primi giorni di maggio.

## Economia
L'agricoltura è stata tradizionalmente, fino alla metà del XX secolo l'attività economica più praticata nel territorio della val Tidoncello, arrivando a occupare circa il 90% della forza lavoro locale. Successivamente, a partire dalla metà del secolo, il numero delle imprese operanti nel settore agricolo è gradualmente diminuito tantoché, prima della sua soppressione, il comune di Pecorara era stato classificato come area agricola caratterizzata da svantaggi naturali dalla provincia di Piacenza. In dettaglio, tra il 1990 e il 2011 il numero delle imprese operanti nel settore agricolo a Pecorara si è ridotto del 55%, mentre la superficie agraria totale si è ridotta del 22%. Tra le essenze coltivate spicca, per la collocazione montana del territorio la presenza di boschi e pioppeti, che occupano il 23% della superficie agricola totale.

## Infrastrutture e trasporti
La principale arteria della valle è la strada provinciale 34 di Pecorara, che si dirama dalla strada statale 412 della Val Tidone a Nibbiano, risale la vallate fino al colle della Crocetta, oltrepassato il quale entra in val Trebbia, dove si congiunge con la strada statale 461 del Passo del Penice a Vaccarezza di Bobbio.
Da Pecorara inoltre si dirama dalla strada provinciale 34 la strada provinciale 70 di Costalta che, attraversato il Tidoncello nei pressi del capoluogo, raggiunge l'omonima frazione e, in seguito, il confine con il comune di Romagnese, sullo spartiacque tra val Tidoncello e val Tidone.
La Val Tidoncello è servita dalla linea EC1 del trasporto extraurbano della provincia di Piacenza, operata da SETA, che collega Pecorara a Nibbiano, località nella quale è possibile trovare una coincidenza per raggiungere Piacenza.

## Amministrazione
Come parte del comune di Pecorara, la valle fece parte della comunità montana Appennino Piacentino fino al 2001, anno in cui entrò nella neo costituita comunità Montana valle del Tidone, attiva fino alla soppressione avvenuta nel 2009.
In seguito allo scioglimento della comunità montana, il comune di Pecorara aderì alla neocostituita Unione dei Comuni Valle del Tidone, insieme al comune di Pianello Val Tidone, nel 2013 aderì all'unione anche il limitrofo comune di Nibbiano. Successivamente l'unione si estese gradualmente, con l'entrata di alcuni comuni di pianura cambiando il proprio nome in Unione dei Comuni Val Tidone. Con la nascita del comune di Alta Val Tidone l'unione venne soppressa.